# L'amour à mort
L'amour à mort é um filme francês de 1984, do gênero drama, dirigido por Alain Resnais.

## Sinopse
As personagens principais passam por uma paixão profunda, mas estão completamente obcecados pela morte, apesar de todos os esforços de dois sacerdotes.

## Elenco
- Sabine Azéma .... Elisabeth Sutter
- Fanny Ardant .... Judith Martignac
- Pierre Arditi .... Simon Roche
- André Dussolier .... Jérôme Martignac
- Jean Dasté .... Dr. Rozier
- Geneviève Mnich .... Anne Jourdet
- Jean-Claude Weibel .... o especialista
- Louis Castel .... Michel Garenne
- Françoise Rigal .... Juliette Dotax
- Françoise Morhange .... Mme Vigne